# Cournols
Cournols település Franciaországban, Puy-de-Dôme megyében. Lakosainak száma 230 fő (2022. január 1.). Cournols Saint-Saturnin, Aydat, Olloix és Saint-Nectaire községekkel határos.

## Népesség
A település népességének változása:
| Lakosok száma | 238  | 237  | 244  | 242  | 239  | 236  | 233  | 232  | 230  |
|               | 2013 | 2015 | 2016 | 2017 | 2018 | 2019 | 2020 | 2021 | 2022 |